# Dune di Guardavalle
Dune di Guardavalle este o arie protejată (arie specială de conservare — SAC, sit de importanță comunitară — SCI) din Italia întinsă pe o suprafață de 34 ha, integral pe uscat.

## Localizare
Centrul sitului Dune di Guardavalle este situat la coordonatele 38°29′34″N 16°34′46″E / 38.492778°N 16.579444°E.

## Înființare
Situl Dune di Guardavalle a fost declarat sit de importanță comunitară în septembrie 1995 pentru a proteja 2 specii de animale. Situl a fost protejat și ca arie specială de conservare în iunie 2017.

## Biodiversitate
Situată în ecoregiunea mediteraneană, aria protejată conține 8 habitate naturale: Râuri mediteraneene cu debit intermitent, cu specii de Paspalo-Agrostidion, Dune cu tufărișuri sclerofile Cisto-Lavenduletalia, Dune mobile cu vegetație embrionară, Dune cu vegetație ierboasă Brachypodietalia cu specii anuale, Vegetație anuală la limita mareei, Dune de pe litoral fixate cu Crucianellion maritimae, Dune mobile de-a lungul țărmului cu Ammophila arenaria („dune albe”), Dune cu vegetație ierboasă Malcolmietalia.
La baza desemnării sitului se află mai multe specii protejate:
- păsări (1): prundăraș de sărătură (Charadrius alexandrinus)
- reptile (1): Caretta caretta

Pe lângă speciile protejate, pe teritoriul sitului au mai fost identificate 6 specii de plante, 2 specii de reptile.